# Летнєво (Лисковський район)
Летнєво (рос. Летнево) — присілок в Лисковському районі Нижньогородської області Російської Федерації.
Населення становить 514 осіб. Входить до складу муніципального утворення Кириковська сільрада.

## Історія
Від 2009 року входить до складу муніципального утворення Кириковська сільрада.

## Населення
| 2002 | 2010 |
| ---- | ---- |
| 585  | ↘514 |